# Felicity Kendal
Felicity Ann Kendal, CBE, (Olton, 25 september 1946) is een Britse actrice, bekend door haar optreden in televisiefilms.
Zij komt voort uit een theaterfamilie: haar ouders Geoffrey Kendal en Laura Liddell waren acteurs en haar zuster Jennifer Kendal is dat ook. Zij bracht het grootste deel van haar jeugd door in India, waar haar vader theaterdirecteur was. Zij was tweemaal getrouwd: van 1968 tot 1979 met de acteur Drewe Henley en van 1983 tot 1990 met Michael Rudman. Van elk van beiden heeft ze een zoon. Na een periode met de toneelschrijver Tom Stoppard leeft ze weer samen met Rudman.

## Carrière
Kendal maakte haar speelfilmdebuut in 1965 in Shakespeare Wallah. In 1975 begon zij te spelen in The Good Life als de 'alternatief' levende Barbara Good, die samen met haar echtgenoot Tom (Richard Briers) streeft naar een zelfvoorzienende levenswijze in een forensenstadje. Deze komedieserie van de BBC telde 30 episodes en betekende voor haar de grote doorbraak, ook buiten het Verenigd Koninkrijk. In latere series kon zij dat succes niet evenaren, maar in de seizoenen 2003-06 speelde zij Rosemary Boxer in de 22 afleveringen van de populaire ITV-serie Rosemary & Thyme, met als tegenspeelster Pam Ferris in de rol van Laura Thyme. Samen losten zij misdaden op in een landelijke sfeer, waarin vooral tuinen vaak voorkwamen.
Felicity Kendal heeft vele theaterrollen gespeeld, onder meer in diverse stukken van Tom Stoppard, die enige jaren haar levenspartner was. Van februari tot juni 2008 trad zij op in het Londense West End in Noël Cowards toneelstuk The Vortex.

## Trivia
- In 2010 nam ze deel aan het BBC-programma Strictly Come Dancing, waarin bekende persoonlijkheden hun danskunsten tonen. Hoewel ze als 64-jarige de kijkers en de jury verbaasde met haar vaardigheden, kwam ze niet in de finale.

## Onderscheidingen
- 1976 - Most Promising Newcomer - Variety Club
- 1979 - Best Actress - Variety Club
- 1980 - Clarence Derwent Award
- 1984 - Woman of the Year - Best Actress - Variety Club
- 1989 - Best Actress - Evening Standard

## Autobiografie
- Felicity Kendal: White Cargo, Penguin Books, Londen, 1999. ISBN 0718143116